# Theatrum Chemicum
Theatrum chemicum (Химический театр) — алхимический компендиум в шести томах, первое издание которого вышло в 1602 году под редакцией Лазаря Цетцнера (ум. 1616). В последующих изданиях сборник дополнялся, и к четвёртому изданию 1659—1661 годов включал более двухсот трактатов. Данное издание, полное название которого лат. Theatrum Chemicum, præcipuos selectorum auctorum tractatus de Chemiæ et Lapidis Philosophici Antiquitate, veritate, jure præstantia, et operationibus continens in gratiam veræ Chemiæ et Medicinæ Chemicæ Studiosorum (ut qui uberrimam unde optimorum remediorum messem facere poterunt) congestum et in quatuor partes seu volumina digestum считается наиболее полным среди изданий подобного рода на Западе.

## История создания
«Химический театр» включал как опубликованные, так и ещё не изданные алхимические произведения разных жанров: трактаты, эссе, поэмы и практические рекомендации. Благодаря тому, что эти тексты были изданы в латинском переводе, являвшимся в то время языком международного научного общения, компендиум получил широкое распространение. Одними из первых алхимических сборников были издания трудов, приписываемых арабскому алхимику XIII века Геберу и его анонимного продолжателя (XIII век), издававшиеся начиная с 1475 года. Непосредственным предшественником «Театра» был опубликованный в 1541 году (год смерти Парацельса) Иоганном Петреусом сборник из 10 алхимических трактатов «De Alchemia». Петреус был крупным собирателем алхимических текстов, и после его смерти в 1550 году она перешла его родственнику Генрихусу Петрусу, который издал её в 1561 году при участии Пьетро Перна и Гульельмо Гратароло. Этот сборник под названием «Verae alchemiae artisque metallicae, citra aenigmata, doctrina» насчитывал 53 текста. В 1572 году Перна издал новый сборник в 7 томах под названием «Artis auriferae, quam chemiam vocant». Среди его 80 трактатов было первое издание Turba philosophorum. Перна планировал издать ещё большую коллекцию, собранную его зятем Конрадом Вальдкирхом, но вместо этого продал её Лазарю Зетцнеру. Эти тексты вошли в первый том «Химического театра». Название сборника отсылает к популярной в XVI веке метафоре «Theatrum Mundi» («театр мира»), восходящей к платоновской аллегории и пещере. Аналогичным образом назван алхимический трактат Генриха Кунрата «Амфитеатр вечной мудрости» («Amphitheatrum sapientiæ æternæ», 1595). Согласно предисловию, Цетцнер собрал в своём сборнике «лучшие тексты этого искусства … как в пышном театре для учёной публики». Свидетельством популярности «Театра» Цетцнера стало появление аналогичной компиляции английской алхимической литературы, изданная в 1652 году Элиасом Эшмолом.
«Theatrum Chemicum» посвящён Фридриху I, графу Монбельяра с 1558 года и герцогу Вюртемберга с 1593 по 1608 год. Фридрих I сам был алхимиком и имел в своём замке в Штутгарте алхимическую лабораторию и богатую библиотеку.

## Издания
Первое издание 1602 года состояло из трёх томов ин-октаво и было отпечатано в Оберурзеле рядом с Франкфуртом.